# 平洲水道
平洲水道，位于中华人民共和国广东省佛山市境内，是潭州水道自顺德区陈村镇登洲头分出的一条汊流，水道蜿蜒向东北，止于南海区桂城街道的平洲（原平洲街道）东北，全长17千米。平洲水道过境水量占三水站流量的23%左右，故每年汛期常发生洪涝、台风、暴雨灾害。
水道上自南向北建有佛陈桥（518县道、佛陈路）、平胜大桥（佛山一环高速公路）、五斗大桥（112省道）、三山西大桥（267省道）等桥梁。